# Championnat d'Italie de football de troisième division 2023-2024
Navigation
Serie C 2022-2023 Serie C 2024-2025
La saison 2023-2024 du championnat d'Italie de troisième division, en italien Serie C, est organisée en trois poules de 20 équipes.
C'est la 10e édition du championnat italien organisée par la Lega Italiana Calcio Professionistico, au sein d'une division unique, le championnat porte à nouveau le nom d'origine de Serie C.

## Déroulement de la saison
Les trois vainqueurs de groupe sont promus directement en Serie B, un barrage national détermine en fin de saison un quatrième promu.
Dans chaque groupe les clubs classés de la 4e à la 10e place disputent un barrage, les deux vainqueurs sont qualifiés pour le barrage national.
Les clubs classés deuxième et troisième sont qualifiés directement pour le barrage national.
La finale du barrage national se dispute en matchs aller et retour.
Dans chaque groupe, le club classé 20e est relégué en Serie D et un barrage de relégation est organisé au sein de chaque poule pour déterminer 2 autres clubs qui seront relégués.
Au sein de chaque groupe, le club classé 16e rencontre le club classé 19e, et le 17e affronte le 18e. Si l'écart de points entre deux clubs devant se rencontrer est supérieur à 8 points alors l'équipe la moins bien classée est directement relégué sans jouer le barrage de relégation. Sinon, les vainqueurs de ces rencontres (en aller-retour) se maintiennent en Serie C et les perdants sont relégués en Serie D.
Le club de Sienne en raison d'irrégularités dans les procédures d'inscription a été exclu du championnat.
Le Pordenone Football Club se retire de la compétition pour problèmes financiers.
Par conséquent, le Mantova 1911 est repêché et la deuxième équipe de l'Atalanta Bergame, sous le nom de Atalanta U23 est admise.
Le club de Brescia Calcio qui aurait dû être relégué de la Serie B, profite de l'exclusion de la Reggina 1914, est donc repêché en Serie B ce qui libère une place pour un autre club de Serie D, le Casertana Football Club.

## Compétition
Une victoire rapporte 3 points, un match nul, 1 point, une défaite, 0 point et un forfait, 0 point. Au bout de trois forfait, le club est exclu du championnat et est relégué en 9e division. En cas d'égalité de points, les clubs sont départagés avec les résultats des confrontations directes des équipes concernées, puis à la différence de buts en cas de nouvelle égalité.

### Groupe A

#### Classement
| Rang | Équipe                                | Pts  | J  | G  | N  | P  | Bp | Bc | Diff |
| ---- | ------------------------------------- | ---- | -- | -- | -- | -- | -- | -- | ---- |
| 1    | Mantova 1911                          | 80   | 38 | 24 | 8  | 6  | 72 | 31 | +41  |
| 2    | Calcio Padova                         | 77   | 38 | 21 | 14 | 3  | 55 | 28 | +27  |
| 3    | L.R. Vicenza                          | 71   | 38 | 20 | 11 | 7  | 52 | 30 | +22  |
| 4    | Triestina                             | 64   | 38 | 19 | 7  | 12 | 61 | 44 | +17  |
| 5    | Atalanta U23                          | 59   | 38 | 16 | 11 | 11 | 43 | 36 | +7   |
| 6    | Legnano P                             | 56   | 38 | 13 | 17 | 8  | 46 | 39 | +7   |
| 7    | Associazione Sportiva Giana Erminio P | 53   | 38 | 15 | 8  | 15 | 46 | 44 | +2   |
| 8    | Pro Verceil 1892                      | 53   | 38 | 14 | 11 | 13 | 50 | 47 | +3   |
| 9    | Lumezzane P                           | 53   | 38 | 15 | 8  | 15 | 49 | 48 | +1   |
| 10   | AC Trento                             | 51   | 38 | 13 | 12 | 13 | 34 | 37 | -3   |
| 11   | Virtus Vérone                         | 47   | 38 | 12 | 11 | 15 | 35 | 43 | -8   |
| 12   | Aurora Pro Patria                     | 46   | 38 | 12 | 10 | 16 | 37 | 51 | -14  |
| 13   | UC AlbinoLeffe                        | 45   | 38 | 10 | 15 | 13 | 34 | 37 | -3   |
| 14   | US Pergolettese 1932                  | 45   | 38 | 13 | 6  | 19 | 44 | 50 | -6   |
| 15   | AC Renate                             | 45   | 38 | 11 | 12 | 15 | 35 | 46 | -11  |
| 16   | Arzignano Valchiampo                  | 44   | 38 | 10 | 14 | 14 | 32 | 37 | -5   |
| 17   | Novara FC                             | 43   | 38 | 8  | 19 | 11 | 39 | 49 | -10  |
| 18   | Fiorenzuola                           | 38   | 38 | 10 | 8  | 20 | 38 | 62 | -24  |
| 19   | Pro Sesto 1913                        | 35   | 38 | 7  | 14 | 17 | 25 | 40 | -15  |
| 20   | US Alessandria                        | 20-3 | 38 | 5  | 8  | 25 | 20 | 48 | -28  |

Promotion en Serie B
- 1er : promotion
- 2e et 3e  : barrages de promotion
- 4e au 10e : tour préliminaire des barrages de promotion

Relégation en Serie D
- 16e au 19e : barrages de relégation
- 20e : relégation

Abréviations

#### Tours préliminaires des barrages de promotion
| Équipe 1      | Résultat | Équipe 2     |
| ------------- | -------- | ------------ |
| Atalanta U23  | 3 - 0    | Trento       |
| Giana Erminio | 3 - 0    | Pro Vercelli |
| Legnano       | 1 - 0    | Lumezzane    |

| Équipe 1     | Résultat | Équipe 2      |
| ------------ | -------- | ------------- |
| Triestina    | 1 - 1    | Giana Erminio |
| Atalanta U23 | 1 - 1    | Legnano       |

- En cas d'égalité, le club le mieux placé en championnat est qualifié pour le tour suivant.

#### Barrages de relégation
Le 16e, Arzignano Valchiampo, ayant un écart de plus de 8 points avec le premier relégué est dispensé des barrages.
Les matchs se déroulent le 12 et le 19 mai 2024.
| Équipe      | Aller | Total | Retour | Équipe |
| ----------- | ----- | ----- | ------ | ------ |
| Fiorenzuola | 1 - 3 | 2 - 5 | 1 - 2  | Novara |

- Novara FC se maintient en Serie C.

### Groupe B

#### Classement
| Rang | Équipe                | Pts | J  | G  | N  | P  | Bp | Bc | Diff |
| ---- | --------------------- | --- | -- | -- | -- | -- | -- | -- | ---- |
| 1    | Cesena FC             | 96  | 38 | 30 | 6  | 2  | 80 | 19 | +61  |
| 2    | Torres                | 75  | 38 | 22 | 9  | 7  | 56 | 38 | +18  |
| 3    | Carrarese Calcio 1908 | 73  | 38 | 21 | 10 | 7  | 54 | 30 | +24  |
| 4    | Perugia Calcio R      | 63  | 38 | 17 | 12 | 9  | 44 | 35 | +9   |
| 5    | AS Gubbio             | 59  | 38 | 16 | 11 | 11 | 50 | 38 | +12  |
| 6    | Pescara               | 55  | 38 | 16 | 7  | 15 | 60 | 55 | +5   |
| 7    | Juventus rés.         | 54  | 38 | 15 | 9  | 14 | 50 | 44 | +6   |
| 8    | Arezzo P              | 53  | 38 | 14 | 11 | 13 | 46 | 44 | +2   |
| 9    | US Città di Pontedera | 52  | 38 | 14 | 10 | 14 | 53 | 54 | -1   |
| 10   | Rimini FC             | 50  | 38 | 14 | 8  | 16 | 41 | 40 | +1   |
| 11   | SPAL R                | 49  | 38 | 12 | 13 | 13 | 41 | 40 | +1   |
| 12   | Lucchese 1905         | 45  | 38 | 11 | 12 | 15 | 34 | 43 | -9   |
| 13   | Virtus Entella        | 45  | 38 | 11 | 12 | 15 | 33 | 35 | -2   |
| 14   | Pineto P              | 45  | 38 | 9  | 18 | 11 | 38 | 42 | -4   |
| 15   | Sestri Levante P      | 44  | 38 | 12 | 8  | 18 | 42 | 55 | -13  |
| 16   | US Ancona             | 42  | 38 | 10 | 12 | 16 | 41 | 51 | -10  |
| 17   | Vis Pesaro            | 39  | 38 | 8  | 15 | 15 | 39 | 47 | -8   |
| 18   | Recanatese            | 38  | 38 | 10 | 8  | 20 | 47 | 65 | -18  |
| 19   | Fermana FC            | 31  | 38 | 6  | 13 | 19 | 30 | 59 | -29  |
| 20   | Olbia Calcio 1905     | 26  | 38 | 6  | 8  | 24 | 25 | 67 | -42  |

Promotion en Serie B
- 1er : promotion
- 2e et 3e : barrages de promotion
- 4e au 10e : tour préliminaire des barrages de promotion

Relégation en Serie D
- 17e et 18e : barrages de relégation
- 19e et 20e : relégation

Abréviations

#### Tours préliminaires des barrages de promotion
| Équipe 1          | Résultat | Équipe 2  |
| ----------------- | -------- | --------- |
| Gubbio            | 0 - 1    | Rimini    |
| Juventus Next Gen | 2 - 0    | Arezzo    |
| Pescara           | 2 - 2    | Pontedera |

| Équipe 1 | Résultat | Équipe 2          |
| -------- | -------- | ----------------- |
| Perugia  | 0 - 0    | Rimini            |
| Pescara  | 1 - 3    | Juventus Next Gen |

- En cas d'égalité, le club le mieux placé en championnat est qualifié pour le tour suivant.

#### Barrages de relégation
Le 16e, US Ancona, ayant un écart de plus de 8 points avec le premier relégué est dispensé des barrages.
Les matchs se déroulent le 12 et le 19 mai 2024.
| Équipe     | Aller | Total | Retour | Équipe     |
| ---------- | ----- | ----- | ------ | ---------- |
| Recanatese | 1 - 0 | 4 - 4 | 3 - 4  | Vis Pesaro |

- Le Vis Pesaro se maintient en Serie C.

### Groupe C

#### Classement
| Rang | Équipe                | Pts  | J  | G  | N  | P  | Bp | Bc | Diff |
| ---- | --------------------- | ---- | -- | -- | -- | -- | -- | -- | ---- |
| 1    | SS Juve Stabia        | 79   | 38 | 22 | 13 | 3  | 57 | 24 | +33  |
| 2    | US Avellino           | 69   | 38 | 20 | 9  | 9  | 62 | 29 | +33  |
| 3    | Benevento Calcio R    | 66   | 38 | 18 | 12 | 8  | 45 | 33 | +12  |
| 4    | Casertana             | 65   | 38 | 17 | 14 | 7  | 51 | 38 | +13  |
| 5    | Tarente FC            | 65-4 | 38 | 20 | 9  | 9  | 46 | 31 | +15  |
| 6    | AZ Picerno            | 58   | 38 | 15 | 13 | 10 | 53 | 40 | +13  |
| 7    | Audace Cerignola      | 53   | 38 | 12 | 17 | 9  | 54 | 46 | +8   |
| 8    | Giugliano Calcio 1928 | 53   | 38 | 15 | 8  | 15 | 44 | 47 | -3   |
| 9    | FC Crotone            | 52   | 38 | 13 | 13 | 12 | 54 | 47 | +7   |
| 10   | Latina Calcio 1932    | 51   | 38 | 14 | 9  | 15 | 44 | 51 | -7   |
| 11   | Calcio Foggia 1920    | 48   | 38 | 13 | 9  | 16 | 40 | 44 | -4   |
| 12   | Sorrento Calcio P     | 48   | 38 | 13 | 9  | 16 | 39 | 47 | -8   |
| 13   | Catania P             | 45   | 38 | 12 | 9  | 17 | 39 | 38 | +1   |
| 14   | ACR Messina           | 45   | 38 | 11 | 12 | 15 | 41 | 49 | -8   |
| 15   | SS Turris             | 44   | 38 | 11 | 11 | 16 | 46 | 57 | -11  |
| 16   | Potenza Calcio        | 43   | 38 | 10 | 13 | 15 | 38 | 77 | -39  |
| 17   | SS Monopoli           | 42   | 38 | 10 | 12 | 16 | 41 | 51 | -10  |
| 18   | Virtus Francavilla    | 35   | 38 | 8  | 11 | 19 | 30 | 50 | -20  |
| 19   | Monterosi Tuscia FC   | 35   | 38 | 8  | 11 | 19 | 43 | 62 | -19  |
| 20   | Brindisi              | 25-4 | 38 | 7  | 8  | 23 | 28 | 64 | -36  |

Promotion en Serie B
- 1er : promotion
- 2e et 3e : barrages de promotion
- 4e au 10e : tour préliminaire des barrages de promotion

Relégation en Serie D
- 17e et 18e : barrages de relégation
- 19e et 20e : relégation

Abréviations
- Catania étant vainqueur de la Coupe de Serie C est qualifié pour les play-off nationaux.

#### Tours préliminaires des barrages de promotion
| Équipe 1         | Résultat | Équipe 2      |
| ---------------- | -------- | ------------- |
| AZ Picerno       | 2 - 0    | Crotone       |
| Audace Cerignola | 1 - 1    | Giugliano     |
| Taranto          | 0 - 0    | Latina Calcio |

| Équipe 1  | Résultat | Équipe 2         |
| --------- | -------- | ---------------- |
| Casertana | 0 - 0    | Audace Cerignola |
| Taranto   | 0 - 0    | AZ Picerno       |

- En cas d'égalité, le club le mieux placé en championnat est qualifié pour le tour suivant.

#### Barrages de relégation
Les matchs se déroulent le 12 et le 19 mai 2024.
| Équipe             | Aller | Total | Retour | Équipe   |
| ------------------ | ----- | ----- | ------ | -------- |
| Monterosi Tuscia   | 0 - 1 | 1 - 2 | 1 - 1  | Potenza  |
| Virtus Francavilla | 1 - 1 | 2 - 2 | 1 - 1  | Monopoli |

- Potenza Calcio et SS Monopoli se maintiennent en Serie C.

### Barrages de promotion

#### Premier tour
Les matchs se déroulent le 14 et le 18 mai 2024.
| Équipe         | Aller | Total | Retour | Équipe                |
| -------------- | ----- | ----- | ------ | --------------------- |
| Perugia Calcio | 0 - 2 | 2 - 3 | 2 - 1  | Carrarese Calcio 1908 |
| Triestina      | 1 - 1 | 2 - 3 | 1 - 2  | Benevento Calcio      |
| Juventus rés.  | 0 - 1 | 3 - 2 | 3 - 1  | Casertana             |
| Tarente FC     | 0 - 1 | 0 - 1 | 0 - 0  | L.R. Vicenza          |
| Atalanta U23   | 0 - 1 | 0 - 2 | 0 - 1  | Catania               |

- En cas d'égalité sur les deux matchs, le club le mieux placé en championnat est qualifié pour le tour suivant.

#### Deuxième tour
Les matchs se déroulent le 21 et le 25 mai 2024.
| Équipe           | Aller | Total | Retour | Équipe                |
| ---------------- | ----- | ----- | ------ | --------------------- |
| Juventus rés.    | 1 - 1 | 3 - 3 | 2 - 2  | Carrarese Calcio 1908 |
| L.R. Vicenza     | 2 - 0 | 3 - 0 | 1 - 0  | Calcio Padova         |
| Catania          | 1 - 0 | 2 - 2 | 1 - 2  | US Avellino           |
| Benevento Calcio | 1 - 0 | 1 - 0 | 0 - 0  | Torres                |

- En cas d'égalité sur les deux matchs, le club le mieux placé en championnat est qualifié pour le tour suivant.

#### Demi-finales
Les matchs se déroulent le 28 mai et le 2 juin 2024.
| Équipe                | Aller | Total | Retour | Équipe           |
| --------------------- | ----- | ----- | ------ | ---------------- |
| US Avellino           | 0 - 0 | 1 - 2 | 1 - 2  | L.R. Vicenza     |
| Carrarese Calcio 1908 | 1 - 0 | 3 - 2 | 2 - 2  | Benevento Calcio |

#### Finales
Les matchs se déroulent le 5 et le 9 juin 2024.
| Équipe       | Aller | Total | Retour | Équipe                |
| ------------ | ----- | ----- | ------ | --------------------- |
| L.R. Vicenza | 0 - 0 | 0 - 1 | 0 - 1  | Carrarese Calcio 1908 |

Légende des couleurs
- Promotion en Serie B.
- Le club reste en Serie C.

Carrarese Calcio 1908 revient en Serie B après 76 ans d'absence.